# Mark Brantley
Mark Anthony Graham Brantley (nacido el 11 de enero de 1969) es un abogado y político de San Cristóbal y Nieves. Es el Premier de Nieves, Líder de la Oposición en la Asamblea Nacional y exministro de Relaciones Exteriores de San Cristóbal y Nieves. Anteriormente, Brantley sirvió como líder de la oposición en la Asamblea Nacional de San Cristóbal y Nieves (2007-2015).

## Biografía
Brantley estudió derecho en la Universidad de las Indias Occidentales, obtuvo su Certificado de Mérito en Educación Legal en la Facultad de Derecho Norman Manley en Jamaica y también posee un Bachelor of Civil Law de la Universidad de Oxford, St. Catherine College.

## Trayectoria

### Carrera legal
Brantley es abogado de profesión y ha participado en varios casos notables de litigios internacionales. Asistió a la Escuela Secundaria de Charlestown. Completó su educación superior en la Universidad de las Indias Occidentales, donde se graduó con una Licenciatura en Derecho con Honores de Segunda Clase Alta. Luego asistió a la Facultad de Derecho Norman Manley, donde recibió un Certificado de Educación Legal con Mérito. Completó sus estudios en St Catherine's College, un colegio de la Universidad de Oxford en el Reino Unido (al que asistió como Becario de la Commonwealth), donde completó un Bachelor of Civil Law. Brantley ha sido admitido en el colegio de abogados en San Cristóbal y Nieves, Anguila, Granada, Antigua y Barbuda y Dominica.

### Carrera política
Brantley es miembro de la Asamblea Nacional, representando al Movimiento de los Ciudadanos Responsables (CCM), un partido conservador con base en Nieves. Se desempeña como Ministro de Relaciones Exteriores en el Gobierno Federal de San Cristóbal y Nieves. Anteriormente fue Viceprimer Ministro de la Administración de la Isla de Nieves y ocupó la cartera de Ministro de Turismo, Salud, Cultura, Juventud, Deportes y Desarrollo Comunitario en ese gobierno. De 2007 a 2015, fue el líder de la oposición en la Asamblea Nacional. Conduce un programa semanal de discusión política de dos horas en VON Radio 860AM.
El 29 de octubre de 2017, el Primer Ministro de Nieves y líder del CCM, Vance Amory, renunció, y Brantley ganó los roles de liderazgo en la convención del partido CCM. El 18 de diciembre de 2017, su partido ganó las elecciones. Se convirtió en el cuarto Primer Ministro de Nieves el 19 de diciembre de 2017.
Lideró a su partido a la victoria en las elecciones de la Asamblea de la Isla Nieves de 2017, con el CCM ganando 4 de los 5 escaños. Actualmente se desempeña como Premier de Nieves con varios roles ministeriales en la Administración de la Isla Nieves.
Fue nombrado líder de la Oposición en la Asamblea Nacional de San Cristóbal y Nieves el 10 de octubre de 2022.

## Vida personal
Brantley está casado y tiene dos hijas.